# Wacław Dominik
Wacław Tomasz Dominik (ur. 5 maja 1943 w Siemakowcach (ukr. Семаківці) na Ukrainie – k. Horodenki w woj. stanisławowskim, zm. 24 października 2013 we Wrocławiu) – polski dziennikarz, publicysta, pisarz i działacz społeczny, z wykształcenia prawnik, prezes Dolnośląskiego Oddziału Stowarzyszenia Dziennikarzy Polskich.

## Działalność
Repatriowany po II wojnie światowej wraz z rodzicami na Ziemie Zachodnie wychowywał się w Jaworze na Dolnym Śląsku. Ukończył studia na Wydział Prawa Uniwersytetu Wrocławskiego, ale po studiach zajął się dziennikarstwem. Przez ponad 40 lat pracy w tym zawodzie pisał między innymi w tygodniku „Wiadomości” i „Przeglądzie Gospodarczym”. Był jednym z czołowych dziennikarzy prasy i mediów Śląska, piastował między innymi funkcje kierownika działu ekonomicznego „Wieczoru Wrocławia”, kierownika regionalnego oddziału „Głosu Pracy” oraz kierownika działu społeczno-gospodarczego tygodnika „Sprawy i Ludzie”. Publikował także w „Słowie Polskim”. Był kierownikiem Polskiego Radia Wrocław. Współtwórca powstałego w 1998 r. miesięcznika regionalnego „Gazeta Południowa”, którego był redaktorem naczelnym do swojej śmierci. Autor kilku książek i zbiorów reportaży.

## Wybrana bibliografia autorska
- Judasze, kaci, ofiary: zapiski reportera (Atut Legnica 1997; ISBN 83-87299-70-7)
- Kawałek solonego drewna (Glob, Szczecin, 1987; ISBN 83-7007-109-0)
- Kto, komu, kim (I-BiS Usługi Komputerowe. Wydawnictwo, Wrocław, cop. 2009. ISBN 978-83-61512-24-0)
- Śmierć po dancingu: (zbiór reportaży) (Krajowa Agencja Wydawnicza, Wrocław, 1984; ISBN 83-03-00725-4)
- Wojciech Tabaka – starosta (Krajowa Agencja Wydawnicza, Wrocław, cop. 1985; ISBN 83-03-00995-8) wraz z Bogumiłą Dominik